# Miyazawa Kenji

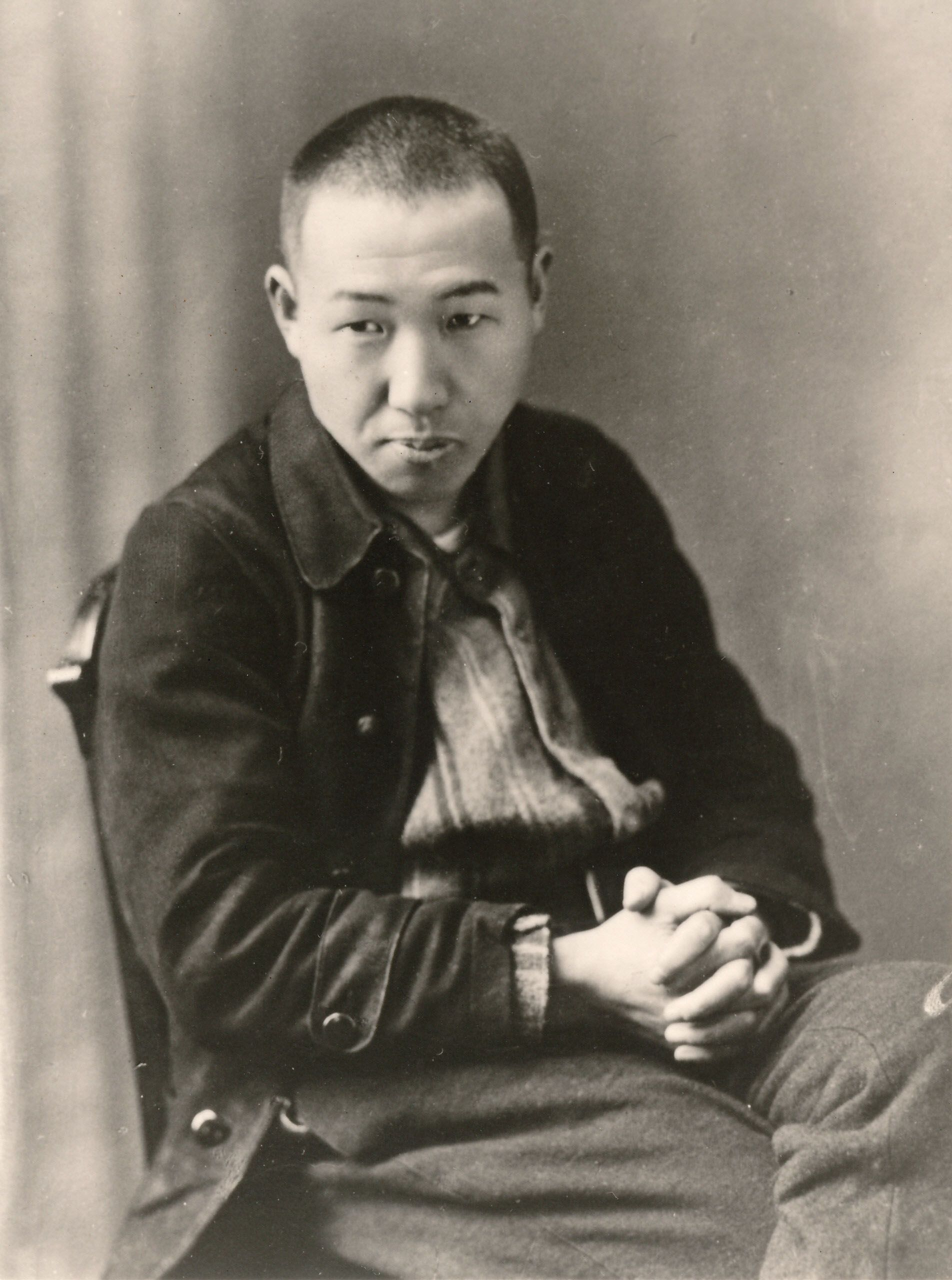
Miyazawa Kenji

Miyazawa Kenji (japanisch 宮沢 賢治; * 27. August 1896 in Hanamaki, Iwate; † 21. September 1933 ebenda) war ein japanischer Dichter, Autor von Kinderbüchern und Mitglied der von Tanaka Chigaku gegründeten Kokuchūkai. Miyazawa ließ sich vom Mahayana-Buddhismus, insbesondere vom Lotos-Sutra und den nationalistischen Interpretationen des Nichiren-Buddhismus (Kokuchūkai), inspirieren, den er als Richtschnur für sein persönliches Leben ansah.

## Leben und Werk
Miyazawa Kenji wurde am 27. August 1896 in der Stadt Hanamaki in der Präfektur Iwate im Norden Japans als Sohn eines wohlhabenden Pfandleihers geboren. Im Jahr seiner Geburt wurde jene Region von Überschwemmungen, einem schweren Erdbeben und einem Tsunami heimgesucht, bei denen viele Menschen starben.
Miyazawa war ein sehr guter Schüler. Mit 13 Jahren schrieb er seine ersten Tanka, die er 1916 in lokalen Zeitungen zu veröffentlichen begann. 1918 machte er seinen Abschluss an der Hochschule für Land- und Forstwirtschaft Morioka (盛岡高等農林学校, Morioka kōtō nōrin gakkō) mit Auszeichnung und arbeitete danach dort in der Forschung. In diesem Jahr kümmerte er sich zeitweise um seine kranke Schwester Toshi in Tokio. Von da an begann er, auch Märchen zu schreiben. Nach seiner Rückkehr 1919 half er im elterlichen Geschäft.
1920 schloss er seine Forschungsarbeiten an der geologischen Fakultät ab. Er wurde Mitglied in der national-buddhistischen Kokuchūkai und begann, an das Lotos-Sutra zu glauben. 1921 ging er nach Tokio, wo er in einem Verlag arbeitete und sich mit Musik beschäftigte. Im Dezember trat er eine Stellung als Lehrer für Agrarwissenschaft an der Landwirtschaftsschule Hanamaki (花巻農学校, Hanamaki nōgakkō) an.
Miyazawa begann im Jahr 1922 eine Sammlung von frei gestalteten Gedichten zu schreiben, Haru to Shura (春と修羅, Frühling und Asura). Seine jüngere Schwester Toshi starb am 27. November 1922. Die Gedichtsammlung Haru to Shura und eine Sammlung von Kindergeschichten und Märchen, Chūmon no Ōi Ryōriten (注文の多い料理店, Das Restaurant mit den vielen Bestellungen) publizierte er 1924 auf eigene Kosten.
1926 kehrte Miyazawa zurück in seine Heimat. Er lebte im Bezirk Shimoneko von Hanamaki und gründete die Rasuchijin-Gesellschaft, in welcher er junge Menschen in effektiver Landwirtschaft unterrichtete in der Absicht, damit den Lebensstandard der Bauern zu erhöhen. Auch wurden dort Konzerte veranstaltet.
Weiterhin schrieb Miyazawa Gedichte und publizierte sie. Seit 1928 erschienen sie regelmäßig in mehreren, darunter auch einigen größeren Magazinen. 1931 arbeitete er als Ingenieur in einem Steinbruch. Er fuhr nach Tokio, um dort den Vertrieb von Kohle zu organisieren, musste jedoch aus gesundheitlichen Gründen wieder zurückkehren. Am 3. November 1931 schrieb er das Gedicht Ame ni mo makezu.
In seinen Werken vereinen sich kosmische Subjektivität, Naturwissenschaft und Religion sowie Magie, Sternkunde und Lebenshilfe. Seine Bücher sind grundiert durch Empathie mit den Geschöpfen, buddhistisches Mitgefühl und christlicher Nächstenliebe.
Miyazawa Kenji starb am 21. September 1933 im Alter von 37 Jahren an akuter Lungenentzündung. Viele seiner Werke wurden erst nach seinem Tod entdeckt und posthum veröffentlicht.

## Wissenswertes
Miyazawa interessierte sich zeitweilig für Esperanto. In seinem Werk erscheint oft eine fiktive Welt namens Ihatov oder Ihatovo. Diese erschuf er in Anlehnung an die von ihm geliebte, naturnah gebliebene Präfektur Iwate, in der er lebte und welche auch Ihate genannt wird. Die Bezeichnung Miyazawas für seine fiktive Welt kommt einer Esperanto-Version dieses Namens nahe.
Im März 1996 wurde der Asteroid (5008) Miyazawakenji nach ihm benannt.

## Verfilmungen
Miyazawas Faible für Esperanto wurde aufgegriffen in der 1985 erschienenen Anime-Adaption Night on the Galactic Railroad seines 1927 geschriebenen Werkes Eine Nacht in der Milchstraßenbahn. In ihr sind alle Schilder in Esperanto geschrieben, ebenso wie die Schriftsprache der „Katzen“, als welche fast alle Figuren dargestellt sind. Dies geht auf den beteiligten Manga-Zeichner Hiroshi Masumura zurück, der viele Werke Miyazawas als Comic adaptierte und dabei auf Katzenfiguren zurückgreift, was wiederum auf Miyazawas Märchen Neko no jimusho zurückzuführen ist.
Im Jahr 1996 wurde anlässlich des 100. Geburtstages von Miyazawa sein Leben in dem Anime Ihatov Gensō: Kenji no Haru („Ihatov-Fantasie: Kenjis Frühling“), auch als Spring and Chaos (Frühling und Chaos) bekannt, verfilmt. Wie in Night on the Galactic Railroad war Hiroshi Masumura beteiligt, so dass die Hauptfiguren ebenfalls als Katzen gezeichnet sind.

## Werke (Auswahl)
- Ame ni mo makezu (雨ニモマケズ), 1931.
- Taneyamagahara no Yoru (種山ヶ原の夜)
- Kaze no Matasaburō (風の又三郎)
- Cello hiki no Gōshu (セロ弾きのゴーシュ)
- Die Früchte des Gingko. Klett-Cotta 1980. ISBN 978-3-7885-0223-2
- The Milky Way Railroad, translated by Joseph Sigrist and D. M. Stroud. Stone Bridge Press (1996). ISBN 1-880656-26-4 und Night of the Milky Way Railroad. New York: 1991. ISBN 0-87332-820-5; Eine Nacht in der Milchstraßenbahn. Cass Verlag 2021, ISBN 978-3-944751-27-6

- The Restaurant of Many Orders. RIC Publications (2006). ISBN 1-74126-019-1
- Kenji Miyazawa: Selections (Poets for the Millenium), ed. by Hiroaki Sato. University of California Press (2007). ISBN 0-520-24779-5
- Winds from Afar. Kodansha (1992). ISBN 0-87011-171-X
- The dragon and the poet – illustrated version, translated by Massimo Cimarelli, illustrated by Francesca Eleuteri, Volume Edizioni (2013), E-Book. ISBN 978-88-97747-18-5
- Once and Forever: The Tales of Kenji Miyazawa, translated by John Bester Kodansha International (1994). ISBN 4-7700-1780-4